# Ближневосточный поход монголов
Ближневосточный поход монголов (1256—1260) — один из крупнейших завоевательных походов монгольской армии, направленный против иранских исмаилитов-низаритов, халифата Аббасидов, сирийских Айюбидов и мамлюков Египта; поскольку большую роль в действиях против ближневосточных мусульман сыграли центральноазиатские христиане-несториане, а союзниками монголов были участники Седьмого крестового похода, некоторыми историками (Рене Груссе, Георгий Вернадский, Лев Гумилёв) назван Жёлтым крестовым походом.

## Подготовка к походу
Мункэ, провозглашённый каганом Монгольского государства в 1251 году, принял решение продолжить войны против империи Сун и непокорённых государств Ближнего Востока. Одним из поводов для ближневосточного похода послужила жалоба, поданная Мункэ жителями Казвина и горных районов Персии на вред, причиняемый им исмаилитами-низаритами (известными на Западе как ассасины, а на Востоке — как мульхиды, то есть еретики). Согласно Рашид ад-Дину, «так как многие из искавших правосудия на несправедливость еретиков, передали себя на [его] благороднейшее усмотрение, Менгу-каан в год быка отправил в области таджиков против еретиков своего [младшего] брата Хулагу-хана». На исмаилитов и багдадского халифа жаловался хану и монгольский военачальник Байджу, базировавшийся в северном Иране. Мункэ приказал Хулагу разрушить горные крепости исмаилитов, покорить луров и курдов, завоевать владения халифа, если тот не изъявит покорности.

### Численность войск

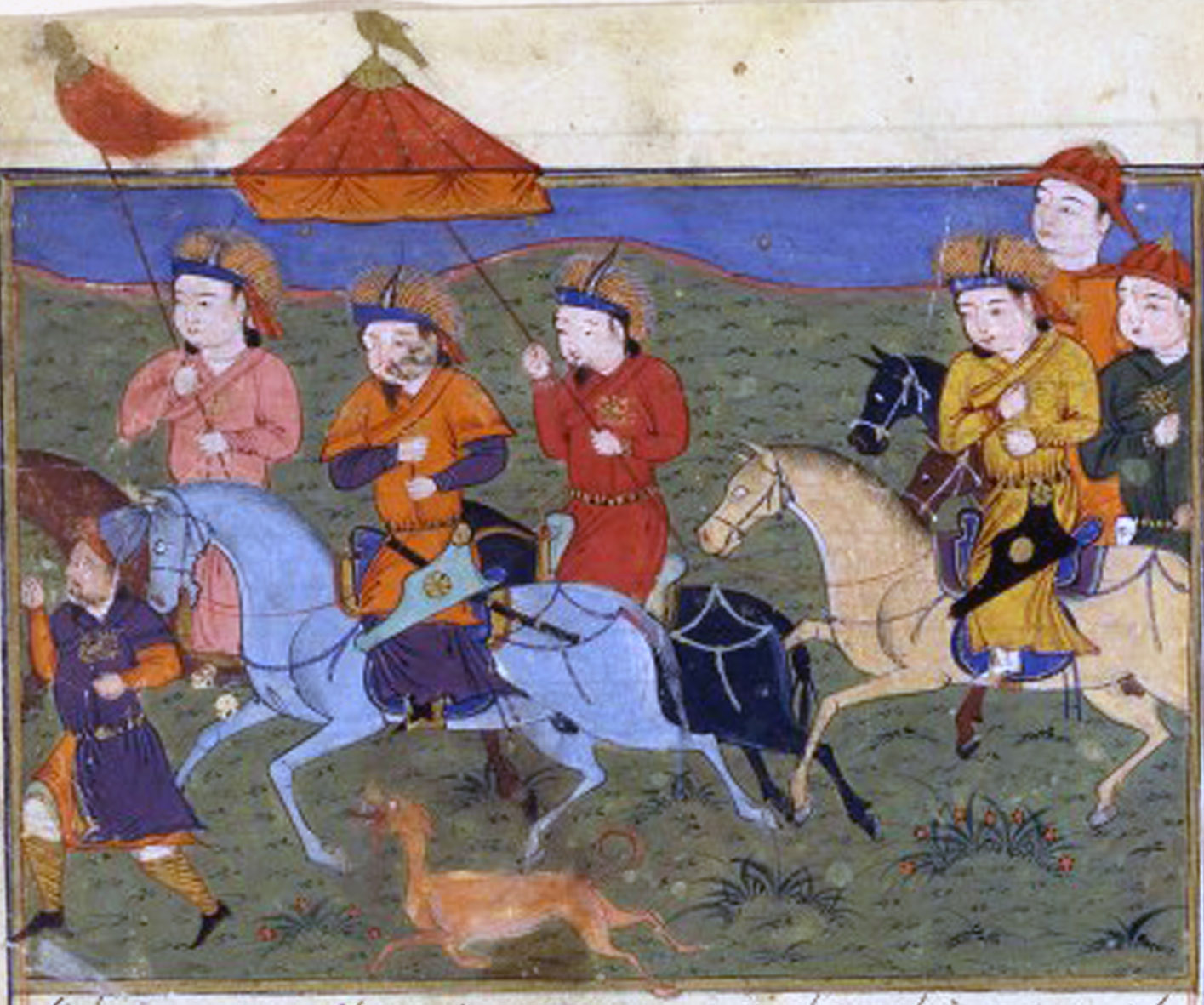
Хулагу и его армия. Миниатюра из Джами ат-таварих Рашид ад-Дина. Рукопись XV века, Герат

Джувейни, а вслед за ним и Рашид ад-Дин, сообщают, что каждый улус должен был поставить в армию Хулагу по два человека из каждого десятка воинов. Но это может быть лишь фигура речи, означающая, «очень большое войско», так как то же выражение встречается у Джувейни под 1246 годом, когда Гуюк отправлял Илджидая на войну против исмаилитов.
Анонимный автор сочинения Шаджарат аль-атрак (XV век) пишет, что Мункэ дал Хулагу одну пятую всех годных к службе монголов, и это составило 120 тысяч человек. Му‛ин ад-Дин Натанзи сообщает, что Хулагу выступил из Монголии в сопровождении 70 тысяч человек. И по свидетельству инока Магакии (Григора Акнерци), армянского историка XIII века, численность войск Хулагу доходила до 70 тысяч: «пришли с востока… семь ханских сыновей, каждый с туманом всадников, а туман значит 10 000». Современные исследователи, пытаются рассчитать численность армии Хулагу, исходя из количества упоминаемых в источниках военачальников — 15-17 человек. Если каждый военачальник — темник, то в монгольском войске должно было быть 150—170 тысяч человек. Однако тумен лишь теоретически включал 10 тысяч воинов; реальная численность могла быть меньше.
К армии были приписаны китайские инженеры для обслуживания камне-, стрело- и огнемётных машин; численность китайцев оценивается по-разному, от тысячи до четырёх.
Кроме войск Байджу под верховное командование Хулагу переходили войска Даир-бахадура, размещённые в Кашмире. На пути следования армии была проведена тщательная подготовка: через реки наведены мосты, исправлены дороги; племена, кочевавшие на территории, через которую должна была двигаться армия, согнаны со своих мест; заготовлены огромные склады продовольствия и фуража.

### Участие христиан
Хулагу симпатизировал буддистам, но в целом использовал приверженцев разных религий в своих политических целях. Однако его старшая жена, влиятельная Докуз-хатун, была христианкой-несторианкой и покровительницей христиан –  по ее просьбе Хулагу строил церкви и монастыри во всех подвластных ему местностях. Военачальник Хулагу найманского происхождения Китбука также был несторианином. В процессе разрушения Багдада Хулагу по просьбе своей жены сохранил только христианский монастырь и несторианских священников, которым было велено в нём спрятаться. Однако из-за полнейшего разрушения всего остального города в скором времени свой монастырь покинули и несторианцы. Наконец, в союз с монголами вступил король Киликийской Армении Хетум I, который в 1248 г. отправляет своего старшего брата Смбата Спарапета (Смбат Гундстабл) в монгольскую столицу Каракорум, а позже, по приглашению великого хана Мунке, сам отправился в путь. Проведя в гостях у хана пятнадцать дней, получив освобождение от податей и гарантии военной помощи, армянский король вернулся в Киликию. Он также смог привлечь к союзу с монголами антиохийского князя Боэмунда, выдав за него замуж свою дочь. К монгольскому войску также примкнули христиане Ближнего Востока, ассирийцы и греки, которые видели в монголах освободителей.

## Ход завоеваний

### Выступление войск
Хулагу покинул Монголию в октябре 1253 года, но двигался крайне медленно. В 1254 году он был в Алмалыке и Улуг-Иве у правительницы Чагатайского улуса Эргэнэ-хатун, а в сентябре 1255 года его принимал близ Самарканда монгольский наместник Мавераннахра Масуд-бек, сын Махмуда Ялавача. Такое неспешное движение было связано с противодействием главы Улуса Джучи Бату, который не желал пускать имперскую армию за Амударью, территорию за которой рассматривал как сферу влияния Джучидов. Не последнюю роль играла позиция Берке, брата Бату, который заявил: «Мы возвели Менгукана, и чем он нам воздаёт нам за это? Тем, что отплачивает нам злом против наших друзей, нарушает наши договоры… и домогается владений халифа, моего союзника… В этом есть нечто гнусное». Мункэ не хотел ссориться с Бату, поэтому до смерти последнего (1255/1256) решительного наступления не предпринималось. Тем не менее, ещё в августе 1252 года из Монголии выступил авангард под командованием Кит-Буга-нойона численностью в 12 тысяч, который с марта 1253 года действовал против исмаилитов в Кухистане, осаждая крепость Гирдекух.

### Разгром низаритов

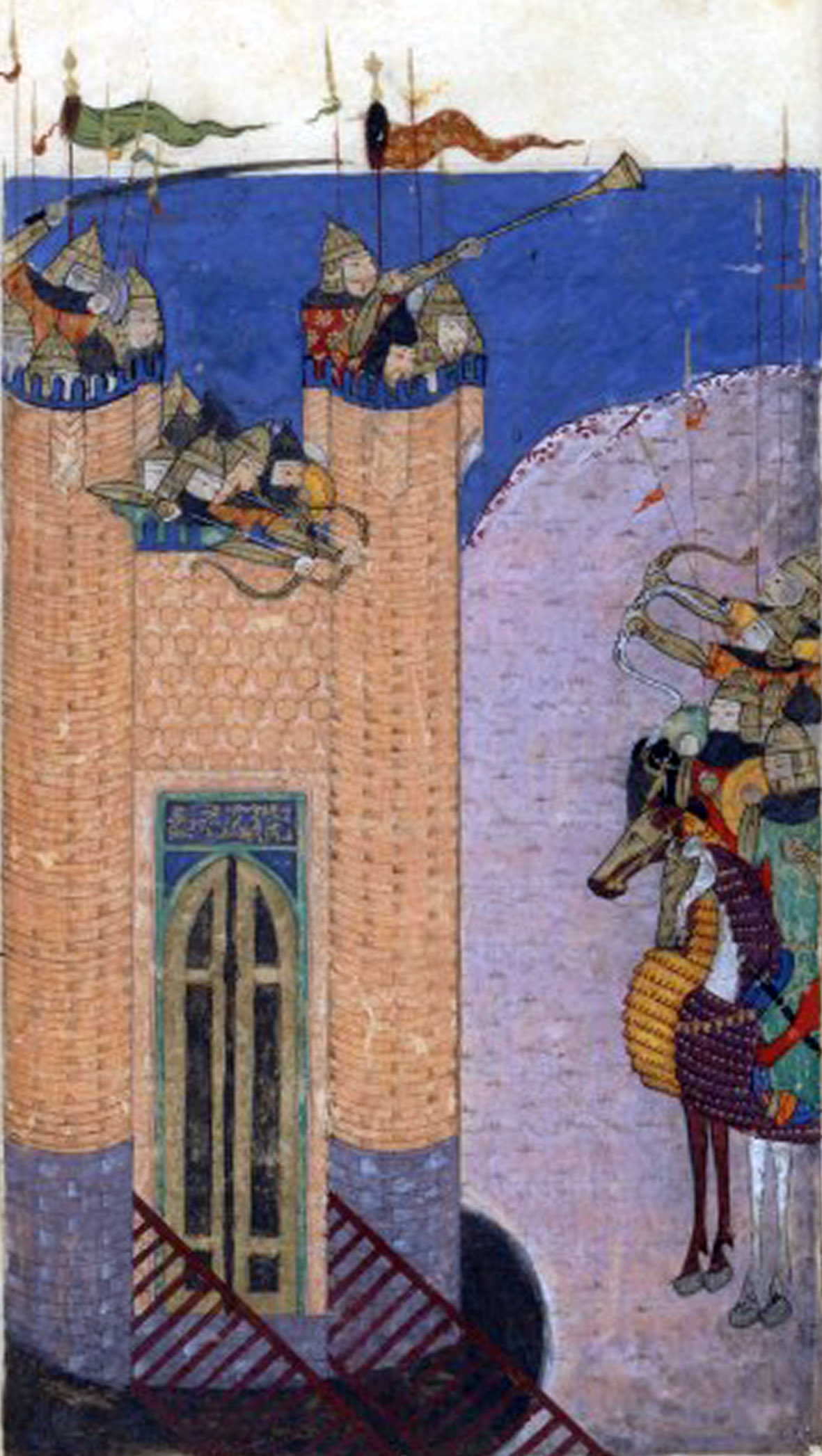
Осада Аламута. Миниатюра из Тарих-и-джехангуша Джувейни. Рукопись XV века, Шираз

В январе 1256 года Хулагу, пополнив свою армию джучидскими подразделениями, предоставленными Сартаком, форсировал Амударью и осадил низаритские крепости в Кухистане (Эльбурс). Не полагаясь лишь на военную силу, Хулагу начал и дипломатическое наступление, потребовав от имама низаритов Рукн-ад Дина Хуршаха капитуляции. Среди исмаилитов существовала промонгольская партия, к которой принадлежали известный персидский учёный Насир ад-Дин ат-Туси и врач Муваффик ад-Доулэ, дед Рашид ад-Дина, знаменитого министра государства Хулагуидов. Под влиянием этой партии Хуршах согласился сдать крепости в обмен на сохранение жизни и владений. Однако, как только Хулагу почувствовал, что Хуршах пытается выгадать время и затягивает переговоры, он начал штурм крепости Маймун-диз, в которой находился имам. В итоге, Хуршах вынужден был сдаться. Хулагу отправил его в Монголию, к Мункэ, который должен был решить судьбу Хуршаха. По дороге, в Средней Азии, 9 марта 1257 года Рукн ад-дин Хуршах, видимо, по тайному приказу Мункэ, был убит. В то же время, Насир ад-дин ат-Туси стал советником и личным астрологом Хулагу.
Большинство исмаилитских крепостей в Кухистане сдалось без боя в течение года и было разрушено. Лишь немногие, в том числе знаменитый Аламут, капитулировавший 15 декабря 1256 года, оказали незначительное сопротивление. Сложнее всего пришлось монголам при осаде Гирдекуха, которая продлилась годы.
Историк Джувейни, служивший Хулагу, ознакомился с богатым книгохранилищем Аламута. Хранившаяся там рукопись «Сергузашт-и сейидна», посвящённая жизни Хасана ибн Саббаха, была использована Джувейни в своём сочинении. Ему удалось сохранить библиотеку от разграбления, однако он лично сжёг ту часть записей, где приводилась исмаилитская догматика.

### Завоевание Багдада

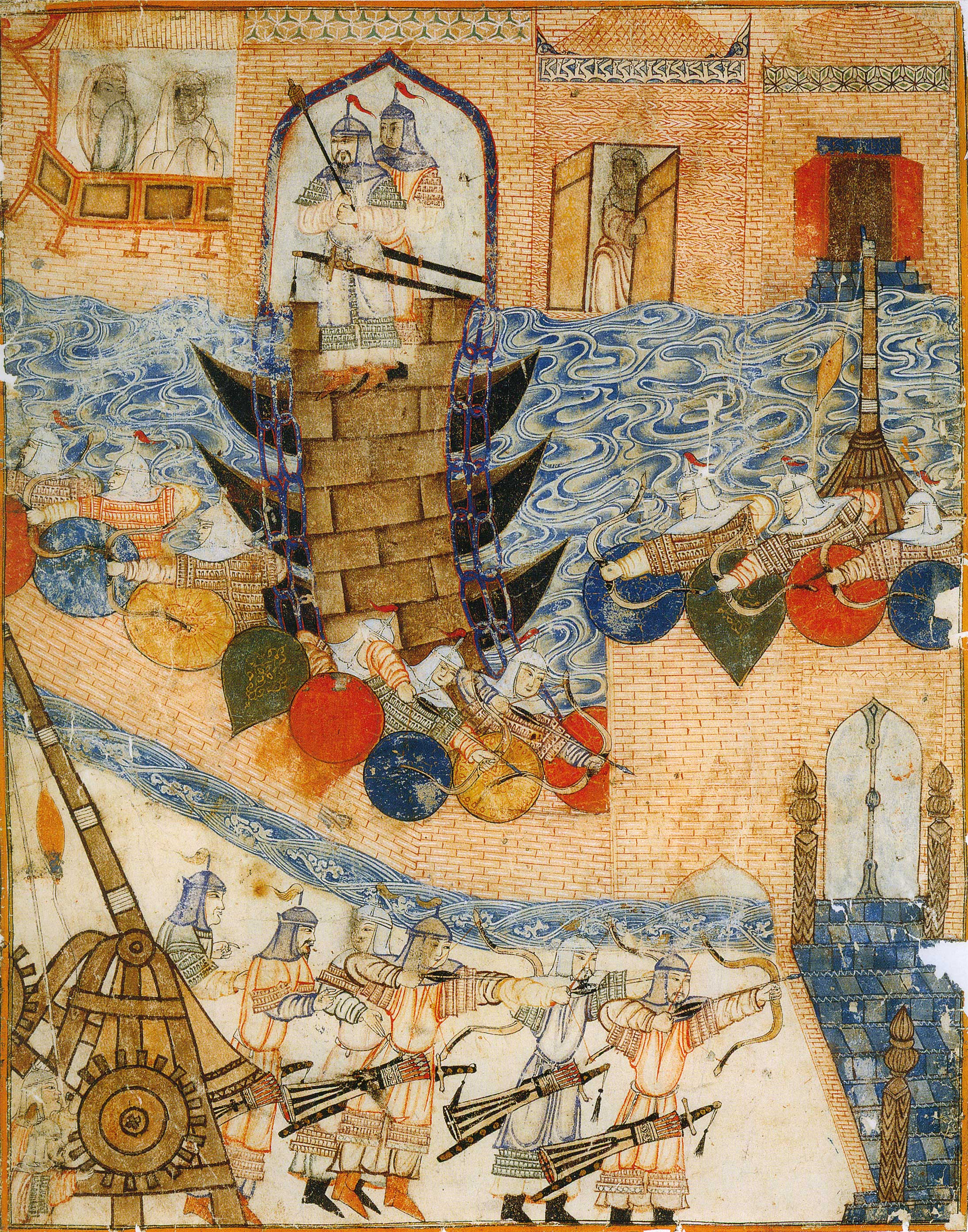
Падение Багдада. Иллюстрация к Джами ат-таварих Рашид ад-Дина

Покончив с низаритами, Хулагу потребовал покорности от багдадского халифа аль-Мустасима. Халиф, самонадеянно отвергнув ультиматум монгольского командующего, не располагал, однако, силами, чтобы ему противостоять. Среди сановников, окружавших халифа, не было единства по поводу мер, которые нужно предпринять для обороны страны. К тому же аль-Мустасим отказался выплатить жалование наёмному войску, и оно было распущено.
Полевая армия Аббасидов под командованием Фатх ад-Дина ибн Керра потерпела поражение на берегу Тигра от войск Байджу. В начале 1258 года Хулагу, Байджу и Китбука завершили окружение Багдада. Сперва в действие вступили осадные орудия, а затем начался штурм. К середине февраля город был в руках монголов. При вырезании всех жителей города пощадили лишь христиан (по просьбе несторианки Докуз-хатун, старшей жены Хулагу). Сдавшийся в плен аль-Мустасим по приказу Хулагу вынужден был показать тайные казнохранилища Аббасидских правителей, а затем, 20 февраля, был казнён. Визирю и сахиб-дивану, оставленным на своих постах, а также другим чиновникам, назначенным Хулагу, было приказано «восстановить Багдад, очистить город от убитых и мёртвых животных и вновь открыть базары». Бука-Темир был отправлен покорять южную часть Ирака Арабского и Хузестан.

### Хулагу на северо-западе Ирана
Из Багдада Хулагу двинулся на север, сначала к Хамадану, а затем — в Восточный Азербайджан, к Мараге, которую намеревался сделать своей столицей. Он принял здесь своего вассала Бадр ад-Дина Лулу, правителя Мосула. Ранее нойон Урукту был направлен для взятия города Ирбиль. Его правитель Тадж ад-Дин ибн Салайя покорился монголам, но защищавшие крепость курды отказались сдаться. Долгая осада успеха не принесла. Бадр ад-Дину было поручено захватить Ирбиль, что тот и сделал, когда летняя жара заставила курдов покинуть город.
Хулагу продвинулся к Тебризу, где в августе принял мусульманских властителей, прибывших выразить покорность и поздравить с победами, в частности Саада, сына атабека Абу Бакра из Фарса, и братьев Изз ад-Дина Кей-Кавуса II и Рукн ад-Дина Кылыч-Арслана IV из Конийского султаната.
Трофеи, захваченные при разгроме низаритов и аббасидов, были частью переправлены на хранение в замок на острове Шахи озера Урмия, частью — посланы великому хану Мункэ вместе с известиями о завоеваниях в Иране и Ираке и планами вторжения в Сирию.

### Сирийская кампания

Наступление монголов в Леванте (1260)

Решимость монгольского командующего вторгнуться в Сирию была, вероятно, подкреплена известиями о политической нестабильности в регионе, в частности, конфликтом между айюбидскими князьями и мамлюкским Египтом. Неизвестны причины, по которым Хулагу более года медлил начинать массированное наступление. Только 12 сентября 1259 года монгольская армия выступила на запад. В авангарде шли силы Китбуки, на правом крыле — Байджу и Шиктур, на левом — Сунджак, центром командовал сам Хулагу. Путь войск пролегал через горные пастбища Ала-Тага к востоку от озера Ван, Ахлат и горы Хаккяри к Диярбакыру. Затем Хулагу приступил к систематическому подчинению Джезиры. Монголы заняли Ахлат, разгромили в окрестных горах курдов. Ас-Салих Исмаил, сын Бадр ад-Дина Лулу, был послан на завоевание Амида, а Хулагу захватил Эдессу, Нисибин и Харран. Майяфарикин, осаждённый сыном Хулагу Юшумутом, держался до весны 1260 года.
В начале 658 года хиджры (начало года падает на 18 декабря 1259 года н. э.) монгольские войска при поддержке армянских, грузинских и сельджукских контингентов перешли Евфрат и заняли позиции в окрестностях Халеба. Наместнику ан-Насира Юсуфа аль-Муаззаму Туран-шаху было приказано сдать город. В ответ на его отказ 18 января 1260 года монголы осадили Халеб. В осаде участвовали и войска христианских союзников Хулагу — Хетума Армянского и Боэмунда Антиохийского. Город был взят спустя неделю и подвергнут резне и разграблению, длившимся шесть дней. Цитадель держалась до 14 (по другим сведениям до 25) февраля. После взятия Хулагу неожиданно пощадил её защитников, но сами укрепления были разрушены. Хетум сжёг большую мечеть Халеба, сохранив яковитскую церковь. Хулагу вернул армянскому царю некоторые области и замки, отнятые у него халебскими правителями. Боэмунду были отданы халебские земли, бывшие в руках мусульман со времён Салах ад-Дина. Затем была взята крепость Харим к западу от Халеба, защитники которой были поголовно вырезаны за сопротивление; в живых остался лишь один армянский золотых дел мастер.
Пребывая близ Халеба, Хулагу принял посланников Хамы и Хомса, явившихся выразить покорность. Айюбидский правитель Хамы аль-Мансур Мухаммед тем временем покинул свой город, чтобы присоединиться к армии ан-Насира Юсуфа в Дамаске. Напротив, прежний правитель Хомса аль-Ашраф Муса, тайный союзник монголов, лишённый ан-Насиром Юсуфом владений, прибыл из Дамаска, чтобы лично подтвердить своё подчинение Хулагу, и в награду получил своё княжество из рук монгольского завоевателя обратно.
Айюбидский султан ан-Насир Юсуф, узнав о падении Халеба, отступил с войском от Дамаска на юг, намереваясь достичь Египта. Дамаск сдался монголам без боя, и 14 февраля (по другим сведениям — 1 марта) Китбука вступил в город, назначив там монгольского управляющего.

### Действия корпуса Китбуки

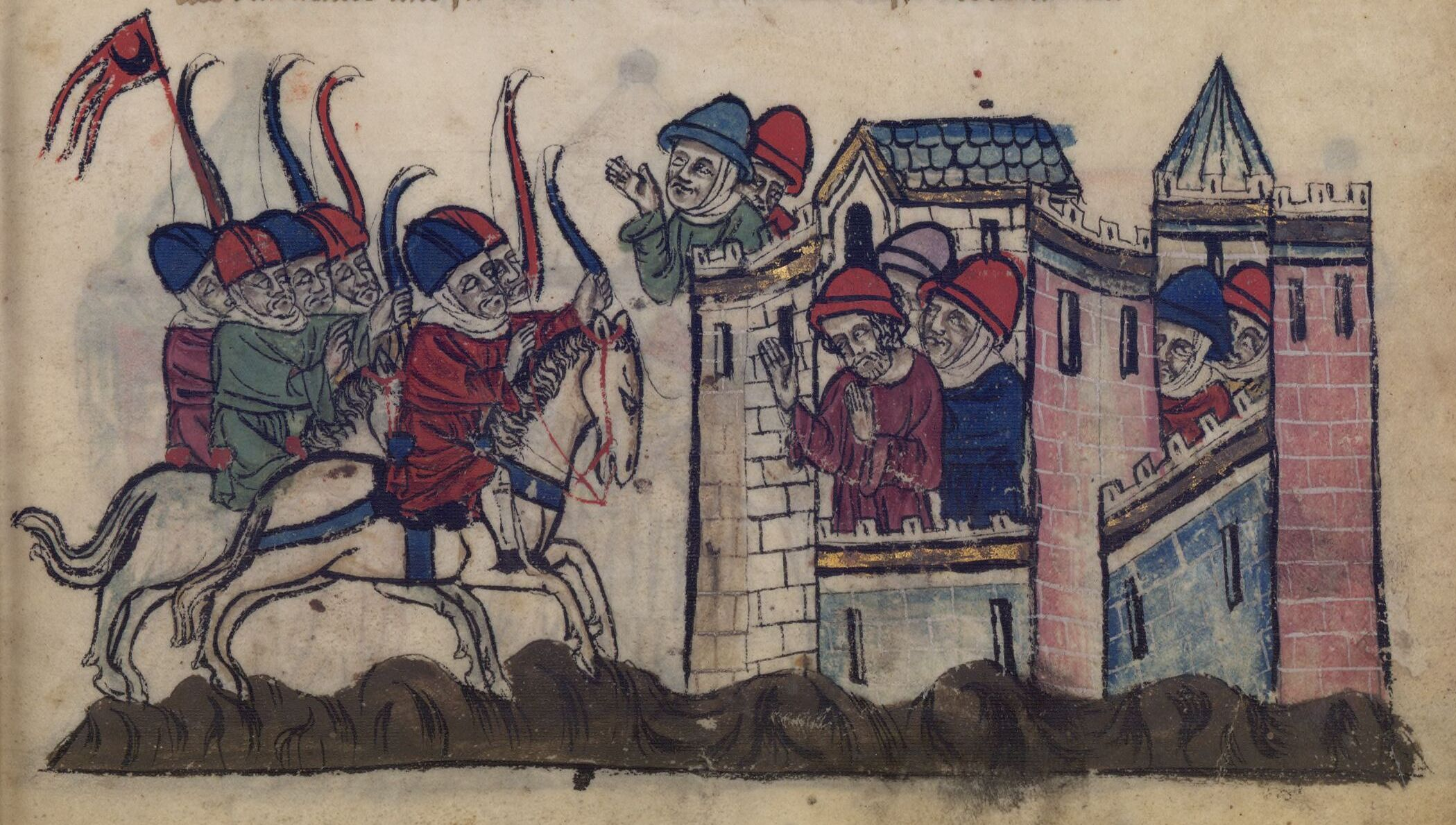
Осада монголами Сидона. Миниатюра из Вертограда историй стран Востока Гетума Патмича. Рукопись начала XIV века, Каталония

После получения в начале весны 1260 года известия о смерти великого хана Мункэ (11 августа 1259 года) Хулагу принял решение с бо́льшей частью войска отступить в Иран. Он миновал Сарудж около середины весны 658 г. х./1260 года, а затем — Ахлат 26 джумада II/7 июня 1260 и в итоге расположился лагерем в Азербайджане, в окрестностях Тебриза.
Командующим оставшихся войск был назначен Китбука. Ему были поручены сравнительно малые силы (10—20 тысяч или даже 10—12 тысяч, включая подкрепления от союзных армян и грузин). Хулагу оставил своего военачальника со столь немногочисленным войском, видимо, неверно оценив силы своих противников в Египте; возможно, он был введён в заблуждение информацией, полученной от захваченных в Сирии пленников. С другой стороны, Хулагу был вынужден забрать львиную долю войска, вероятно, понимая, что вскоре после смерти Мункэ неизбежно вспыхнет конфликт с Джучидами за спорные территории в Закавказье. Претензии Хулагу на них, по всей видимости, были недостаточно обоснованными, и есть некоторые указания, что, по меньшей мере, пастбища северо-западного Ирана должны были принадлежать Джучидам по праву.
Китбуке было поручено сохранить уже завоёванное (информация Бейбарса аль-Мансури). По сведениям Ибн аль-Амида, он должен был к тому же зорко следить за франками прибрежных крестоносных государств. Сам Хулагу в своём письме Людовику Французскому (1262), сообщает, что Китбуке было приказано покорить крепости исмаилитов в северной Сирии. Отступая, Хулагу отправил посольство к мамлюкскому султану Кутузу в Каир со следующим ультиматумом:

Великий господь избрал Чингиз-хана и его род и [все] страны на земле разом пожаловал нам. Каждый, кто отвернулся от повиновения нам, перестал существовать вместе с жёнами, детьми, родичами, рабами и городами, как всем должно быть известно, а молва о нашей безграничной рати разнеслась подобно сказаниям о Рустеме и Исфендияре. Так что, ежели ты покорен нашему величеству, то пришли дань, явись сам и проси [к себе] воеводу, а не то готовься к войне— Джами' ат-таварих
В ответ на это требование Кутуз, по инициативе Бейбарса, приказал казнить послов и готовиться к войне.
Китбука тем временем продолжил завоевания из Сирии на юг — в Палестину, захватив Баальбек, аль-Субейба и Аджлун, монголы вошли в Самарию и жестоко расправились с Айюбидским гарнизоном Наблуса. Далее монгольские отряды беспрепятственно заняли Газу, Айюбидский султан ан-Насир Юсуф был взят в плен и выслан к Хулагу, монгольские гарнизоны в 1000 человек были размещены в Газе и Наблусе. Навстречу Китбуке двинулась армия египетских мамлюков под командованием Кутуза и Бейбарса. 3 сентября 1260 года в битве при Айн-Джалуте монгольское войско потерпело поражение. Китбука попал в плен и был казнён.